# Dombeya mollis
Dombeya mollis är en malvaväxtart. Dombeya mollis ingår i släktet Dombeya och familjen malvaväxter.

## Underarter
Arten delas in i följande underarter:
- D. m. molliformis
- D. m. mollis
- D. m. loucoubensis